# 이반 바이우
이반 바이우 캄페니(알바니아어: Iván Balliu Campeny, 스페인어: Iván Balliu Campeny 이반 발리우 캄페니[*], 1992년 1월 1일 ~ )는 라리가의 라요 바예카노에서 라이트백으로 뛰는 알바니아의 축구 선수이다. 스페인에서 태어나 스페인 청소년 국가대표 출신으로 알바니아 국가대표팀에서 활약하고 있다.
바르셀로나 B에서 시작한 후, 그는 스페인, 포르투갈, 프랑스에서 프로 무대에 진출했다.

## 구단 경력

### 바르셀로나
카탈루냐 지방 지로나도의 칼데스 데 말라벨라에서 알바니아인 아버지와 스페인인 어머니 사이에서 태어난 바이우는 2004년 12세의 나이로 FC 바르셀로나의 유소년 팀에 합류했다. 그는 2010-11 시즌에 성인 무대에 데뷔했는데, 세군다 디비시온 소속으로 2경기에 출전했고, 지로나와의 원정 경기에서 선발로 출전해 2-0 승리를 거두었다. 그 해에 그는 트레블 우승을 차지한 후베닐 A팀의 주장을 맡기도 했다.

### 아로카
2013년 5월 30일, 바이우의 계약이 만료되었고, 바르셀로나로부터 방출 통보를 받았다. 한 달 후, 그는 포르투갈의 FC 아로카와 두 시즌 동안 계약을 맺었고, 9월 1일, 1-0으로 이긴 히우 아브 FC와의 안방 경기에서 프리메이라리가 데뷔 전을 치렀다.

### 메스
2015년 7월 17일, 바이우는 2년 계약으로 프랑스의 클럽인 FC 메스에 입단했다. 그는 10월 16일, 클레르몽 푸트와의 홈 경기에서 2-2로 역전하는 데 도움을 주며 프로 데뷔 첫 골을 기록했다.
첫 시즌 24경기에 출전해 1년 만에 리그 1 복귀에 기여한 바이우의 첫 경기는 2016년 8월 13일, 3-2로 이긴 릴 OSC와의 안방 경기였다.

### 알메리아
2019년 8월 12일, 바이우는 스페인 2부 리그의 UD 알메리아와 2년 계약에 합의했다. 그는 2020년 3월 7일, 데포르티보 라코루냐를 4-0으로 완파하는 데 일조하며 그의 나라에서의 첫 골을 기록했다.

### 라요 바예카노
2021년 7월 14일, 바이우는 새로 승격한 라요 바예카노로 2년 계약을 맺었다. 그는 8월 15일, 29세의 나이로 라리가 데뷔 전을 치렀고, 3-0으로 패한 세비야 FC와의 안방 경기에서 경기를 마쳤다. 그의 첫 골은 1월 9일, 1-1로 비긴 레알 베티스와의 안방 경기에서 터졌다.

## 국가대표팀 경력
아버지 쪽 알바니아계인 바이우는 2016년 10월 24일 인터뷰에서 자신의 관심에 대해 말하면서 알바니아 국가대표팀으로 출전할 자격을 얻었다. 2017년 8월 22일, 그는 알바니아 시민권을 얻었고, 국가대표팀에 출전할 수 있게 되었다. 그는 새로 부임한 크리스티안 파누치 감독이 9월 2일과 5일에 리히텐슈타인과 북마케도니아와의 2018년 FIFA 월드컵 예선 전에 그를 발탁한 직후에 첫 부름을 받았고, 그 기간 동안 첫 국가대표팀 경기에 출전해 10월 6일 알리칸테에서 열린 스페인과의 2018년 FIFA 월드컵 예선 전에서 전반전을 치렀다.
바이우는 시우비뉴 감독에 의해 UEFA 유로 2024 본선 진출자로 선정되었다.